# Mary e Martha
Mary e Martha (Mary and Martha) è un film televisivo del 2013 diretto da Phillip Noyce, con protagoniste Hilary Swank e Brenda Blethyn.

## Trama
Mary è una giovane madre che porta il figlio in Africa per sei mesi, ma dopo qualche tempo però il bambino contrae la malaria e muore. Mary dopo il funerale, celebrato in patria, decide di tornare in Africa. Qui incontra Martha, una donna con cui condivide lo stesso dolore, anche lei ha perso il figlio, insegnante volontario di ventiquattro anni, a causa della malaria. Le due donne decidono così di unire le loro forze per combattere il diffondersi del morbo, chiedendo aiuto alle autorità americane.

## Accoglienza
Oltre 2.770 utenti di Internet Movie Database hanno espresso un giudizio mediamente positivo, con una media di voti pari a 6,9 su 10.